# Utricularia terrae-reginae
Utricularia terrae-reginae este o specie de plante carnivore din genul Utricularia, familia Lentibulariaceae, ordinul Lamiales, descrisă de Peter Geoffrey Taylor. Conform Catalogue of Life specia Utricularia terrae-reginae nu are subspecii cunoscute.